# Mesospinidium lehmannii
Mesospinidium lehmannii är en orkidéart som beskrevs av Leslie Andrew Garay. Mesospinidium lehmannii ingår i släktet Mesospinidium och familjen orkidéer. Inga underarter finns listade i Catalogue of Life.